# Neve 8078

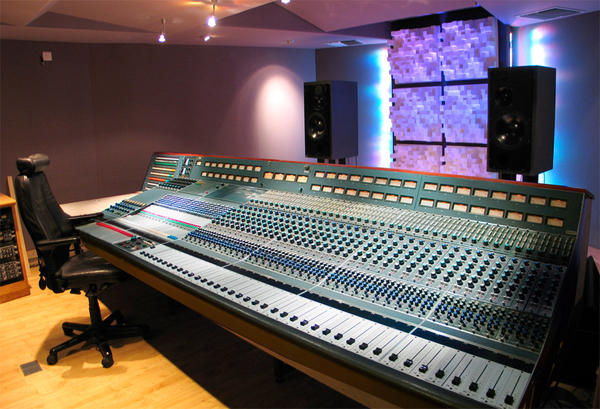
Заказной пульт Neve 8078 в студии Way Recording Studio London

Neve 8078 — микшерный пульт производства компании Neve Electronics, последний в 80-й серии аналоговых пультов, сборка которых производилась вручную. Несколько таких пультов было создано по заказу крупных студий звукозаписи вроде CBS Sony.
Редкость этих пультов делает их очень ценными. Классическое звучание пультов Руперта Нива приобрело известность благодаря таким популярным музыкантам, как Steely Dan, Nirvana, Pink Floyd, Dire Straits, Куинси Джонс, Джордж Клинтон и Чик Кориа, которые использовали их.
Было произведено ограниченное количество таких пультов и лишь немногие избранные студии на данный момент обладают работоспособными Neve 8078 после почти 30 лет эксплуатации. Среди таковых можно назвать:
- Blackbird Studio A в Нэшвилле (штат Теннесси, США)[1]
- Dockside Studio в Милтоне (штат Луизиана, США), 52-канальный 8058 с автоматизацией
- EastWest Studio, бывшая студия «Cello», в Лос-Анджелесе (штат Калифорния, США)
- Electric Lady Studios в Нью-Йорке (штат Нью-Йорк, США)
- ElectraSonic Sound Recording Studio в Норт-Ванкувере, Канада.[2]
- Grandmaster Recorders в Голливуде (24-канальный 8028)
- Lattitude Studio South[3] в Лейперс-Форк (англ., штат Теннесси, США), принадлежит продюсеру, писателю, инженеру, звукорежиссёру Майклу Латтанци, пульт привезён из Лос-Анджелеса, ранее принадлежал Дейву Уэю (англ.)
- Long View Studios в Норт-Брукфилде (штат Массачусетс, США)
- Sonic Ranch (англ.)[4] в Торнильо (англ., штат Техас, США). Сделанный на заказ пульт имеет 80 каналов предусиления с автоматикой от GML Automation. Изначально находился в Motown West Coast, был перевезён в Лос-Анджелесскую студию Brooklyn Studios, принадлежавшую Фредди Деманну и Мадонне, затем был куплен Ёсики из группы X Japan.
- Ocean Way Recording (англ.) в Нашвилле
- Oscilloscope Laboratories[5] (англ.) в Трайбеке (заказная модификация с 72 каналами оборудованными flying faders, изначально находившийся в студии Threshold Sound + Vision[6], с API-расширением, до этого находившемся в студии Sony Music West в Санта-Монике)
- The Parlor Recording Studios in New Orleans, LA.[7]
- Pedernales Country Club (англ.) Вилли Нельсона около Остина (Техас, США).[8]
- Royaltone Studios в Северном Голливуде, сейчас принадлежащая Линде Перри[9]
- Site Recording Environment в округе Марин, Калифорния
- Sound City Recording Studios в Ван-Найсе (один 28-канальный 8028[10] и один 40-канальный 8078), которая закрылась в мае 2011 года. Пульт приобрёл Дейв Грол для своей личной студии, Studio 606. В 2013 году он привлёк множество рок-звёзд и записал альбом при помощи этого пульта, а также снял документальный фильм Sound City об этом.
- Sphere Studios в Лос-Анджелесе (штат Калифорния, США)
- Way Recording Studio London

Кроме того на звукозаписывающей студии AIR Studios (англ.) на Монтсеррате, основанной Джорджем Мартином, для записи альбома «Brothers in Arms» группы Dire Straits использовался сделанный на заказ пульт Neve (A4792), сконструированный в 1978 году, в котором устранены многие недостатки серии 8078; теперь этот пульт используется в Subterranean Sound Studios в Торонто (Канада). Подобных пультов было произведено всего три. Два других были установлены в AIR Studios в Лондоне. Air Lyndhurst всё ещё использует в работе один из этих двух оставшихся пультов, другой пульт используется в студии Warehouse Studio (англ.) в Ванкувере (Канада).